# 蒙蒂茹 (葡萄牙)
38°41′N 8°54′W / 38.683°N 8.900°W
蒙蒂茹（葡萄牙語：Montijo），是葡萄牙的城鎮，位於該國中南部，由塞圖巴爾區負責管轄，始建於1514年9月15日，面積348.62平方公里，2011年人口51,222，人口密度每平方公里146.93人。

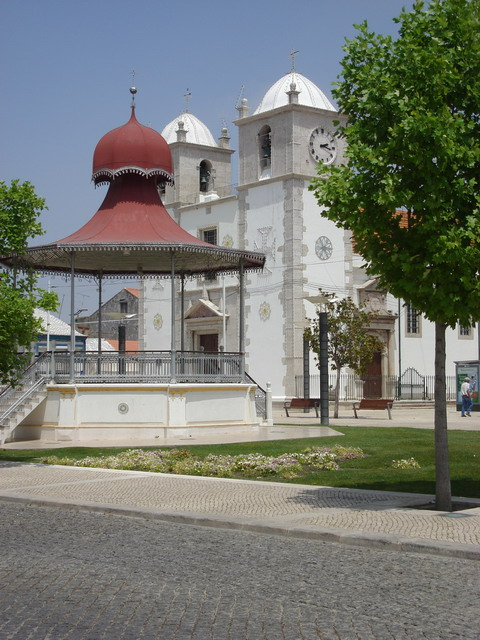